# FC Bourges
Der Football Club Bourges 18 (bis ins 21. Jahrhundert FC Bourges, seither Bourges 18) ist ein französischer Fußballverein aus Bourges; die 18 steht für die Ordnungsnummer des zentralfranzösischen Départements Cher.

## Geschichte
Mitte der 1960er Jahre spielten gleich drei Vereine aus Bourges in der Division d’Honneur – der Racing Club (schon seit 1952 Ehrendivisionär), Foyer Saint-François, ein Verein aus der katholischen Sportbewegung, und der Athletic Club –, ohne dass einem von ihnen der Aufstieg in die landesweite Amateurliga gelungen wäre. Daraufhin fusionierten die beiden Erstgenannten 1966 zwecks Konzentration der lokalen Kräfte zum FC Bourges, der gleich am Ende seiner ersten Saison (1966/67) den Aufstieg in die nächsthöhere Liga (Championnat de France Amateur) schaffte. Die Vereinsfarben waren Marine- und Hellblau. 1970 stieg Bourges sogar in die zweite Division auf, die ab jener Spielzeit eine offene Liga wurde, in der sowohl Profis als auch Amateure antreten durften.
Der Verein, dessen erste Mannschaft ihre Heimspiele im Stade Séraucourt austrug, übernahm sich in der zweiten Hälfte der 1970er Jahre allerdings finanziell – wobei die Schuldenhöhe von 600.000 Francs (das entsprach rund 360.000 DM oder 185.000 Euro) im 21. Jahrhundert nahezu vernachlässigbar anmutet –, musste 1978 Insolvenz anmelden und fand sich nach der in Frankreich üblichen sofortigen Neugründung in der vierten Spielklasse wieder. Von der Mitte der 1980er bis Mitte der 1990er Jahre pendelte der FCB, der ab 1991 im neu erbauten, 10.000 Zuschauer fassenden Stade Jacques-Rimbaud antrat, wieder zwischen zweiter und dritter Liga. 
Seither hatte der Verein immer wieder mit finanziellen Problemen (Insolvenzen 1995 und 1998) zu kämpfen, die mit einer sportlichen Rückstufung in untere Spielklassen einhergingen. 2005 folgte eine weitere Insolvenz, und der Nachfolgerverein benannte sich in Bourges Football um; 2008 schloss sich eine erneute Fusion mit einem Nachbarklub, dem Bourges-Asnières 18, unter dem Namen FC Bourges 18 und mit den Vereinsfarben Blau und Rot an. Diesem gelang 2009 zumindest die Rückkehr aus der sechstklassigen Division d’Honneur in die zweithöchste, landesweite Amateurspielklasse CFA 2.

## Ligazugehörigkeit und Erfolge
Erstklassig (Division 1, seit 2002 Ligue 1 genannt) haben die Fußballer aus Bourges bisher noch nie gespielt; sie waren aber insgesamt elf Saisons in der zweiten Division vertreten, nämlich von 1970 bis 1975, 1976/77, 1986/87 und von 1990 bis 1994. Die letzte Saison war für Bourges zugleich die einzige, in der alle Teilnehmer – und somit auch der FC Bourges – Profistatus besitzen mussten. Ihre beste Platzierung war ein fünfter Rang 1972 (Liga mit 48 Mannschaften in drei Staffeln) beziehungsweise ein siebter Rang 1993 (Liga mit 36 Teams in zwei Staffeln).
Insgesamt bei zehn Ausspielungen hat Bourges zudem die landesweite Hauptrunde im französischen Pokalwettbewerb erreicht; dies gelang zuletzt in der Saison 1996/97. Allerdings waren die Spieler achtmal davon bereits in der ersten Runde, dem Zweiunddreißigstelfinale, ausgeschieden. 1990/91 hingegen bezwangen sie darin den Erstdivisionär Girondins Bordeaux mit 1:0, ehe die „Helden aus Bourges“ in der folgenden Runde bei Paris Saint-Germain im Parc des Princes nach einer sehr offen geführten Auseinandersetzung mit dem gleichen Resultat unterlagen. Im Jahr darauf setzte der FC Bourges sich im Sechzehntelfinale auf dem Platz des klassenhöheren Le Havre AC mit 1:0 nach Verlängerung durch, verlor anschließend aber gegen die AS Nancy, wiederum auswärts, mit 1:2. Dieses Erreichen des Achtelfinals stellte zugleich den erfolgreichsten Pokalparcours der Zentralfranzosen dar.
In der Saison 2013/14 spielt die erste Männermannschaft in der fünftklassigen CFA 2, der zweithöchsten Amateurliga.

## Ehemalige Spieler und Trainer
- Morgan Sanson, 2005–2009 Spieler bei Bourges
- Farès Bousdira, französischer Nationalspieler, 1987/88 Spieler bei Bourges
- Robert Brown, Trainer 1994 bis 1998
- René Donoyan, Spieler 1971/72
- Jan Fiala, tschechoslowakischer Internationaler, Spieler 1988 bis 1991
- Hervé Florès, Spieler Ende der 1980er Jahre
- Patrice Garande, 1993/94 Spieler
- Pancho Gonzalez, Trainer 1972/73
- Alain Michel, „Vereinsmythos“,[2] von 1983 bis 1994 in verschiedenen Funktionen – überwiegend als Cheftrainer – im Verein tätig
- Vasile Miriuță, Spieler 1993/94
- Robert Nouzaret, Trainer 1982/83
- Robert Siatka, Spielertrainer 1970–1972 und 1973/74
- Alain Vandeputte, Spieler 1986/87